# Christopher Nguyễn
Christopher Nguyễn (sinh ngày 13 tháng 1 năm 1988 tại Dieburg, Đức) là một cầu thủ bóng đá người Đức gốc Việt  hiện đang đấu cho câu lạc bộ SV Hummetroth.

## Sự nghiệp
Nguyen bắt đầu sự nghiệp của mình vào năm 2008 với SV Darmstadt 98 tại  Regionalliga Süd. Một năm sau, anh chuyển đến đối thủ của Darmstadt Karlsruher SC II. Vào ngày 13 tháng 9 năm 2010, Nguyen đã trao  Ra mắt giải hạng hai trong đội một của KSC trước Energie Cottbus. Trước đây anh đã chơi trong một trận đấu DFB-Pokal với FC Ingolstadt. Vào cuối mùa giải 2010-11, Nguyen phải rời câu lạc bộ.